# Eureka (Missouri)
Eureka is een plaats (city) in de Amerikaanse staat Missouri, en valt bestuurlijk gezien onder St. Louis County.

## Demografie
Bij de volkstelling in 2000 werd het aantal inwoners vastgesteld op 7676.
In 2006 is het aantal inwoners door het United States Census Bureau geschat op 9072, een stijging van 1396 (18,2%).

## Geografie
Volgens het United States Census Bureau beslaat de plaats een oppervlakte van
26,2 km², waarvan 26,0 km² land en 0,2 km² water. Eureka ligt op ongeveer 228 m boven zeeniveau.

## Plaatsen in de nabije omgeving
De onderstaande figuur toont nabijgelegen plaatsen in een straal van 12 km rond Eureka.